# Non sono una signora (prima edizione)
La prima edizione del talent show Non sono una signora è andata in onda di giovedì dal 29 giugno al 27 luglio 2023 per cinque puntate in prima serata su Rai 2 con la conduzione di Alba Parietti.
La giuria è composta da tre drag queen di professione: Elecktra Bionic (vincitrice della prima edizione di Drag Race Italia), Vanessa Van Cartier (Miss Continental 2019 e vincitrice della seconda edizione di Drag Race Holland) e Maruska Starr (Giudice nelle prime due edizione di All Together Now e Drag Singer). Esse hanno il compito di valutare le drag queen che si sfidano in tre sfide: la catwalk, il lip sync e la sfida finale. La giuria è affiancata da un pool investigativo, che ha lo scopo di indovinare l'identità segreta delle drag queen ed è composto da Filippo Magnini, Mara Maionchi, Sabrina Salerno e Cristina D'Avena.

## Regolamento
Il programma propone l'arte performativa delle drag queen. Ciascuna puntata ha come protagonisti cinque personaggi noti del mondo dello spettacolo, del cinema, del teatro, dello sport o della cultura, che si sfidano nei panni di varie drag queen, attraverso la collaborazione di un team di esperti di trucco e styling.
All'inizio di ogni puntata, le cinque drag queen si sono sfidate a turno nel catwalk, nonché una sfilata di moda con accompagnamento musicale, dove alla fine delle cinque performance le tre giurate, scegliendo a testa un rossetto colorato rappresentate una delle cinque drag, hanno salvato colei che hanno ritenuto migliore o all'altezza della sfida. Successivamente hanno salvato una delle due concorrenti rimaste in gara, facendo rivelare l'identità della prima eliminata. Le quattro drag rimaste sono state divise in duelli in base ad un sorteggio e si sono sfidate nel lip sync. Alla fine di ogni manche, la giuria ha dovuto votare e colei che ha ricevuto più voti è andata direttamente alla sfida finale; invece quella con il minor numero di voti ha dovuto rivelare la sua identità. Le due drag rimaste hanno partecipato alla sfida finale che è divisa in due parti: nella prima parte si sono esibite contemporaneamente prendendo spunto dall'interpretazione di una delle tre drag giudici che cambiava in ogni puntata. Nella seconda parte della sfida invece, hanno dato degli indizi al pool investigativo, inizialmente doppiati da una voce femminile e poi con la loro vera voce, pronunciando la frase "Non sono una signora". Alla fine della sfida complessiva, la giuria ha votato decretando così la drag finalista del programma.

## Cast

### Giuria
- Elecktra Bionic
- Vanessa Van Cartier
- Maruska Starr

### Pool investigativo
- Mara Maionchi[1]
- Sabrina Salerno
- Filippo Magnini
- Cristina D'Avena
- Amanda Lear (Solo puntata finale)

## Tabellone delle eliminazioni
Legenda
     La drag non partecipa alla puntata in quanto finalista.
     La drag non partecipa ancora alla puntata.
     La drag è salva e accede alla fase successiva.
     La drag è in finale.
     La drag è stata salvata dal Gold Lipstick e va direttamente in finale.
     La drag vince il programma.
     La drag è eliminata.
 Non salvata dalla giuria. 

 Salvata da Elektra Bionic. 

 Salvata da Vanessa Van Cartier. 
 Salvata da Maruska Starr. 
 Salvata dalla giuria.
 Vince la sfida e accede al duello finale.

 La drag è in finale.
| Nome Drag Queen | Concorrente           | Professione         | Puntate | Puntate               | Puntate               | Puntate               | Puntate               | Puntate               | Puntate               | Puntate               | Puntate               | Puntate               | Puntate               | Puntate               | Puntate               | Puntate               | Puntate               | Puntate               |
| Nome Drag Queen | Concorrente           | Professione         | 1ª      | 1ª                    | 1ª                    | 2ª                    | 2ª                    | 2ª                    | 3ª                    | 3ª                    | 3ª                    | 4ª                    | 4ª                    | 4ª                    | FINALE                | FINALE                | FINALE                | FINALE                |
| Nome Drag Queen | Concorrente           | Professione         | 1ª      | 2ª                    | 3ª                    | 1ª                    | 2ª                    | 3ª                    | 1ª                    | 2ª                    | 3ª                    | 1ª                    | 2ª                    | 3ª                    | 1ª                    | 2ª                    | 3ª/4ª                 | 3ª/4ª                 |
| --------------- | --------------------- | ------------------- | ------- | --------------------- | --------------------- | --------------------- | --------------------- | --------------------- | --------------------- | --------------------- | --------------------- | --------------------- | --------------------- | --------------------- | --------------------- | --------------------- | --------------------- | --------------------- |
| The Nancies     | Gigi e Ross           | Comici              |         |                       |                       |                       |                       |                       |                       |                       |                       |                       |                       |                       |                       |                       |                       | VINCITRICI            |
| She Funk        | Andreas Müller        | Ballerino           |         |                       |                       |                       |                       |                       |                       |                       |                       |                       |                       |                       |                       |                       |                       | SECONDA               |
| Meusa Du Champ  | Andrea Lo Cicero      | Ex rugbista         |         |                       |                       |                       |                       |                       |                       |                       |                       |                       |                       |                       |                       |                       | TERZA                 | TERZA                 |
| Energy Crisis   | Enzo Paolo Turchi     | Ballerino           |         |                       |                       |                       |                       |                       |                       |                       |                       |                       |                       |                       |                       |                       | TERZA                 | TERZA                 |
| Ayumi Flambé    | Simone Montedoro      | Attore              |         |                       |                       |                       |                       |                       |                       |                       |                       |                       |                       |                       |                       | QUARTA                | QUARTA                | QUARTA                |
| Ava Kedavra     | Guglielmo Scilla      | Youtuber            |         |                       |                       |                       |                       |                       |                       |                       |                       |                       |                       |                       | ELIMINATA (Puntata 4) | ELIMINATA (Puntata 4) | ELIMINATA (Puntata 4) | ELIMINATA (Puntata 4) |
| Ketty Manga     | Francesco Facchinetti | Conduttore TV       |         |                       |                       |                       |                       |                       |                       |                       |                       |                       |                       | ELIMINATA (Puntata 4) | ELIMINATA (Puntata 4) | ELIMINATA (Puntata 4) | ELIMINATA (Puntata 4) | ELIMINATA (Puntata 4) |
| Gatta Chikova   | Luca Capuano          | Attore              |         |                       |                       |                       |                       |                       |                       |                       |                       |                       |                       | ELIMINATA (Puntata 4) | ELIMINATA (Puntata 4) | ELIMINATA (Puntata 4) | ELIMINATA (Puntata 4) | ELIMINATA (Puntata 4) |
| Maddy Love      | Stefania Orlando      | Showgirl            |         |                       |                       |                       |                       |                       |                       |                       |                       |                       | ELIMINATA (Puntata 4) | ELIMINATA (Puntata 4) | ELIMINATA (Puntata 4) | ELIMINATA (Puntata 4) | ELIMINATA (Puntata 4) | ELIMINATA (Puntata 4) |
| Saetta McDawn   | Francesco Oppini      | Personaggio TV      |         |                       |                       |                       |                       |                       |                       |                       | ELIMINATA (Puntata 3) | ELIMINATA (Puntata 3) | ELIMINATA (Puntata 3) | ELIMINATA (Puntata 3) | ELIMINATA (Puntata 3) | ELIMINATA (Puntata 3) | ELIMINATA (Puntata 3) | ELIMINATA (Puntata 3) |
| Minnie Blanche  | Gianpaolo Gambi       | Attore              |         |                       |                       |                       |                       |                       |                       |                       | ELIMINATA (Puntata 3) | ELIMINATA (Puntata 3) | ELIMINATA (Puntata 3) | ELIMINATA (Puntata 3) | ELIMINATA (Puntata 3) | ELIMINATA (Puntata 3) | ELIMINATA (Puntata 3) | ELIMINATA (Puntata 3) |
| Lupita Showbiz  | Costantino Vitagliano | Personaggio TV      |         |                       |                       |                       |                       |                       |                       | ELIMINATA (Puntata 3) | ELIMINATA (Puntata 3) | ELIMINATA (Puntata 3) | ELIMINATA (Puntata 3) | ELIMINATA (Puntata 3) | ELIMINATA (Puntata 3) | ELIMINATA (Puntata 3) | ELIMINATA (Puntata 3) | ELIMINATA (Puntata 3) |
| Vivienne Smokes | Filippo Nardi         | DJ                  |         |                       |                       |                       |                       |                       | ELIMINATA (Puntata 2) | ELIMINATA (Puntata 2) | ELIMINATA (Puntata 2) | ELIMINATA (Puntata 2) | ELIMINATA (Puntata 2) | ELIMINATA (Puntata 2) | ELIMINATA (Puntata 2) | ELIMINATA (Puntata 2) | ELIMINATA (Puntata 2) | ELIMINATA (Puntata 2) |
| Anna Lacond     | Paolo Ciavarro        | Personaggio TV      |         |                       |                       |                       |                       | ELIMINATA (Puntata 2) | ELIMINATA (Puntata 2) | ELIMINATA (Puntata 2) | ELIMINATA (Puntata 2) | ELIMINATA (Puntata 2) | ELIMINATA (Puntata 2) | ELIMINATA (Puntata 2) | ELIMINATA (Puntata 2) | ELIMINATA (Puntata 2) | ELIMINATA (Puntata 2) | ELIMINATA (Puntata 2) |
| Vulcanya        | Roberta Capua         | Conduttrice TV      |         |                       |                       |                       |                       | ELIMINATA (Puntata 2) | ELIMINATA (Puntata 2) | ELIMINATA (Puntata 2) | ELIMINATA (Puntata 2) | ELIMINATA (Puntata 2) | ELIMINATA (Puntata 2) | ELIMINATA (Puntata 2) | ELIMINATA (Puntata 2) | ELIMINATA (Puntata 2) | ELIMINATA (Puntata 2) | ELIMINATA (Puntata 2) |
| Angelika        | Fabio Fulco           | Attore              |         |                       |                       |                       | ELIMINATA (Puntata 2) | ELIMINATA (Puntata 2) | ELIMINATA (Puntata 2) | ELIMINATA (Puntata 2) | ELIMINATA (Puntata 2) | ELIMINATA (Puntata 2) | ELIMINATA (Puntata 2) | ELIMINATA (Puntata 2) | ELIMINATA (Puntata 2) | ELIMINATA (Puntata 2) | ELIMINATA (Puntata 2) | ELIMINATA (Puntata 2) |
| Laisla Rodriga  | Sergio Múñiz          | Attore, modello     |         |                       |                       | ELIMINATA (Puntata 1) | ELIMINATA (Puntata 1) | ELIMINATA (Puntata 1) | ELIMINATA (Puntata 1) | ELIMINATA (Puntata 1) | ELIMINATA (Puntata 1) | ELIMINATA (Puntata 1) | ELIMINATA (Puntata 1) | ELIMINATA (Puntata 1) | ELIMINATA (Puntata 1) | ELIMINATA (Puntata 1) | ELIMINATA (Puntata 1) | ELIMINATA (Puntata 1) |
| Gigliola Yard   | Lorenzo Amoruso       | Ex calciatore       |         |                       | ELIMINATA (Puntata 1) | ELIMINATA (Puntata 1) | ELIMINATA (Puntata 1) | ELIMINATA (Puntata 1) | ELIMINATA (Puntata 1) | ELIMINATA (Puntata 1) | ELIMINATA (Puntata 1) | ELIMINATA (Puntata 1) | ELIMINATA (Puntata 1) | ELIMINATA (Puntata 1) | ELIMINATA (Puntata 1) | ELIMINATA (Puntata 1) | ELIMINATA (Puntata 1) | ELIMINATA (Puntata 1) |
| Varenne Soleil  | Patrizio Rispo        | Attore              |         |                       | ELIMINATA (Puntata 1) | ELIMINATA (Puntata 1) | ELIMINATA (Puntata 1) | ELIMINATA (Puntata 1) | ELIMINATA (Puntata 1) | ELIMINATA (Puntata 1) | ELIMINATA (Puntata 1) | ELIMINATA (Puntata 1) | ELIMINATA (Puntata 1) | ELIMINATA (Puntata 1) | ELIMINATA (Puntata 1) | ELIMINATA (Puntata 1) | ELIMINATA (Puntata 1) | ELIMINATA (Puntata 1) |
| Eva Lungherja   | Rocco Siffredi        | Attore pornografico |         | ELIMINATA (Puntata 1) | ELIMINATA (Puntata 1) | ELIMINATA (Puntata 1) | ELIMINATA (Puntata 1) | ELIMINATA (Puntata 1) | ELIMINATA (Puntata 1) | ELIMINATA (Puntata 1) | ELIMINATA (Puntata 1) | ELIMINATA (Puntata 1) | ELIMINATA (Puntata 1) | ELIMINATA (Puntata 1) | ELIMINATA (Puntata 1) | ELIMINATA (Puntata 1) | ELIMINATA (Puntata 1) | ELIMINATA (Puntata 1) |

## Dettaglio delle puntate
Legenda:
     La drag è salva e accede alla fase successiva.
     La drag è in finale.
     La drag è stata salvata dal Gold Lipstick e va direttamente in finale.
     La drag vince il programma.
     La drag è eliminata.
 Non salvata dalla giuria. 

 Salvata da Elektra Bionic. 

 Salvata da Vanessa Van Cartier. 
 Salvata da Maruska Starr. 
 Salvata dalla giuria.
 Vince la sfida e accede al duello finale.

 La drag è in finale.

### Prima puntata
- Data: 29 giugno 2023

| Nº | Nome d'arte    | Concorrente     | Professione         | Prova   | Prova    | Prova    | Prova        |
| Nº | Nome d'arte    | Concorrente     | Professione         | Catwalk | Lip Sync | Lip Sync | Sfida finale |
| -- | -------------- | --------------- | ------------------- | ------- | -------- | -------- | ------------ |
| 1  | She Funk       | Non rivelato    | Non rivelato        |         |          | N.D.     |              |
| 2  | Laisla Rodriga | Sergio Múñiz    | Attore, modello     |         | N.D.     |          |              |
| 3  | Gigliola Yard  | Lorenzo Amoruso | Ex calciatore       |         | N.D.     |          |              |
| 4  | Varenne Soleil | Patrizio Rispo  | Attore              |         |          |          |              |
| 5  | Eva Lungherja  | Rocco Siffredi  | Attore pornografico |         |          |          |              |

#### Prima prova (Catwalk)
| Ordine d'uscita | Nome d'arte    | Brano (cantante originale)                         | Responso | Identità       |
| Ordine d'uscita | Nome d'arte    | Brano (cantante originale)                         | Responso | Concorrente    |
| --------------- | -------------- | -------------------------------------------------- | -------- | -------------- |
| 1               | LaIsla Rodriga | Gimme! Gimme! Gimme! (A Man After Midnight) (ABBA) |          | N.D.           |
| 2               | She Funk       | Crazy in Love (Beyoncé)                            |          | N.D.           |
| 3               | Eva Lungherja  | Why Don't You Do Right? (Peggy Lee)                |          | Rocco Siffredi |
| 4               | Varenne Soleil | Only the Horses (Scissors Sisters)                 |          | N.D.           |
| 5               | Gigliola Yard  | Why (Annie Lennox)                                 |          | N.D.           |

#### Seconda prova (Lip Sync)
| Ordine d'uscita | Nome d'arte    | Brano (cantante originale)         | Preferenza Giuria | Preferenza Giuria   | Preferenza Giuria | Voti Giuria  | Responso     | Identità        |
| Ordine d'uscita | Nome d'arte    | Brano (cantante originale)         | Elecktra Bionic   | Vanessa Van Cartier | Maruska Starr     | Voti Giuria  | Responso     | Concorrente     |
| Prima manche    | Prima manche   | Prima manche                       | Prima manche      | Prima manche        | Prima manche      | Prima manche | Prima manche | Prima manche    |
| --------------- | -------------- | ---------------------------------- | ----------------- | ------------------- | ----------------- | ------------ | ------------ | --------------- |
| 1               | She Funk       | Bagno a mezzanotte (Elodie)        |                   |                     |                   | 2            |              | N.D.            |
| 2               | Varenne Soleil | Cocktail d'amore (Stefania Rotolo) |                   |                     |                   | 1            |              | Patrizio Rispo  |
| Seconda manche  |                |                                    |                   |                     |                   |              |              |                 |
| 3               | Gigliola Yard  | Rolling in the Deep (Adele)        |                   |                     |                   | 0            |              | Lorenzo Amoruso |
| 4               | LaIsla Rodriga | Pedro (Raffaella Carrà)            |                   |                     |                   | 3            |              | N.D.            |

#### Prova finale
- Esibizione di riferimento: Vanessa Van Cartier sulle note di The Best e Proud Mary.

| Ordine d'uscita | Nome d'arte    | Preferenza Giuria | Preferenza Giuria   | Preferenza Giuria | Voti Giuria | Responso | Identità     |
| Ordine d'uscita | Nome d'arte    | Elecktra Bionic   | Vanessa Van Cartier | Maruska Starr     | Voti Giuria | Responso | Concorrente  |
| --------------- | -------------- | ----------------- | ------------------- | ----------------- | ----------- | -------- | ------------ |
| 1               | LaIsla Rodriga |                   |                     |                   | 0           |          | Sergio Múñiz |
| 2               | She Funk       |                   |                     |                   | 3           |          | N.D.         |

### Seconda puntata
- Data: 6 luglio 2023

| Nº | Nome d'arte     | Concorrente    | Attività       | Prova   | Prova    | Prova    | Prova        |
| Nº | Nome d'arte     | Concorrente    | Attività       | Catwalk | Lip Sync | Lip Sync | Sfida finale |
| -- | --------------- | -------------- | -------------- | ------- | -------- | -------- | ------------ |
| 1  | The Nancies     | Non rivelato   | Non rivelato   |         |          | N.D.     |              |
| 2  | Vivienne Smokes | Filippo Nardi  | DJ             |         | N.D.     |          |              |
| 3  | Anna Lacond     | Paolo Ciavarro | Personaggio TV |         | N.D.     |          |              |
| 4  | Vulcanya        | Roberta Capua  | Conduttrice TV |         |          |          |              |
| 5  | Angelika        | Fabio Fulco    | Attore         |         |          |          |              |

#### Prima prova (Catwalk)
| Ordine d'uscita | Nome d'arte     | Brano (cantante originale)                             | Responso | Identità    |
| Ordine d'uscita | Nome d'arte     | Brano (cantante originale)                             | Responso | Concorrente |
| --------------- | --------------- | ------------------------------------------------------ | -------- | ----------- |
| 1               | Vivienne Smokes | Call Me (Blondie)                                      |          | N.D.        |
| 2               | The Nancies     | Festival (Paola & Chiara)                              |          | N.D.        |
| 3               | Vulcanya        | Sweet Dreams (Are Made of This) (Marilyn Manson)       |          | N.D.        |
| 4               | Angelika        | You and Me (Achille Lauro feat. Alexia e Capo Plaza)   |          | Fabio Fulco |
| 5               | Anna Lacond     | Bitch I'm Madonna (Madonna feat. Nicki Minaj e M.I.A.) |          | N.D.        |

#### Seconda prova (Lip Sync)
| Ordine d'uscita | Nome d'arte    | Brano (cantante originale)                                         | Preferenza Giuria | Preferenza Giuria   | Preferenza Giuria | Voti Giuria  | Responso     | Identità       |
| Ordine d'uscita | Nome d'arte    | Brano (cantante originale)                                         | Elecktra Bionic   | Vanessa Van Cartier | Maruska Starr     | Voti Giuria  | Responso     | Concorrente    |
| Prima manche    | Prima manche   | Prima manche                                                       | Prima manche      | Prima manche        | Prima manche      | Prima manche | Prima manche | Prima manche   |
| --------------- | -------------- | ------------------------------------------------------------------ | ----------------- | ------------------- | ----------------- | ------------ | ------------ | -------------- |
| 1               | The Nancies    | No More Tears (Enough Is Enough) (Barbra Streisand e Donna Summer) |                   |                     |                   | 2            |              | N.D.           |
| 2               | Vulcanya       | America (Gianna Nannini)                                           |                   |                     |                   | 1            |              | Roberta Capua  |
| Seconda manche  |                |                                                                    |                   |                     |                   |              |              |                |
| 3               | Vivienne Smoke | Spice Up Your Life (Spice Girls)                                   |                   |                     |                   | 3            |              | N.D.           |
| 4               | Anna Lacond    | Bando (Anna)                                                       |                   |                     |                   | 0            |              | Paolo Ciavarro |

#### Prova finale
- Esibizione di riferimento: Maruska Starr sulle note di I Am What I Am.

| Ordine d'uscita | Nome d'arte     | Preferenza Giuria | Preferenza Giuria   | Preferenza Giuria | Voti Giuria | Responso | Identità      |
| Ordine d'uscita | Nome d'arte     | Elecktra Bionic   | Vanessa Van Cartier | Maruska Starr     | Voti Giuria | Responso | Concorrente   |
| --------------- | --------------- | ----------------- | ------------------- | ----------------- | ----------- | -------- | ------------- |
| 1               | The Nancies     |                   |                     |                   | 2           |          | N.D.          |
| 2               | Vivienne Smokes |                   |                     |                   | 1           |          | Filippo Nardi |

### Terza puntata
- Data: 13 luglio 2023

| Nº | Nome d'arte    | Concorrente           | Attività       | Prova   | Prova    | Prova    | Prova        |
| Nº | Nome d'arte    | Concorrente           | Attività       | Catwalk | Lip Sync | Lip Sync | Sfida finale |
| -- | -------------- | --------------------- | -------------- | ------- | -------- | -------- | ------------ |
| 1  | Ayumi Flambé   | Non rivelato          | Non rivelato   |         |          | N.D.     |              |
| 2  | Meusa Du Champ | Non rivelato          | Non rivelato   |         | N.D.     |          |              |
| 3  | Saetta McDawn  | Francesco Oppini      | Personaggio TV |         | N.D.     |          |              |
| 4  | Minnie Blanche | Gianpaolo Gambi       | Attore         |         |          |          |              |
| 5  | Lupita Showbiz | Costantino Vitagliano | Personaggio TV |         |          |          |              |

#### Prima prova (Catwalk)
| Ordine d'uscita | Nome d'arte    | Brano (cantante originale)                | Responso | Identità              |
| Ordine d'uscita | Nome d'arte    | Brano (cantante originale)                | Responso | Concorrente           |
| --------------- | -------------- | ----------------------------------------- | -------- | --------------------- |
| 1               | Minnie Blanche | Starships (Nicki Minaj)                   |          | N.D.                  |
| 2               | Meusa Du Champ | Musica leggerissima (Colapesce Dimartino) |          | N.D.                  |
| 3               | Ayumi Flambé   | Fighter (Christina Aguilera)              |          | N.D.                  |
| 4               | Lupita Showbiz | Mambo Italiano (Rosemary Clooney)         |          | Costantino Vitagliano |
| 5               | Saetta McDawn  | Easy Lady (Ivana Spagna)                  |          | N.D.                  |

#### Seconda prova (Lip Sync)
| Ordine d'uscita | Nome d'arte    | Brano (cantante originale)                   | Preferenza Giuria | Preferenza Giuria   | Preferenza Giuria | Voti Giuria  | Responso     | Identità         |
| Ordine d'uscita | Nome d'arte    | Brano (cantante originale)                   | Elecktra Bionic   | Vanessa Van Cartier | Maruska Starr     | Voti Giuria  | Responso     | Concorrente      |
| Prima manche    | Prima manche   | Prima manche                                 | Prima manche      | Prima manche        | Prima manche      | Prima manche | Prima manche | Prima manche     |
| --------------- | -------------- | -------------------------------------------- | ----------------- | ------------------- | ----------------- | ------------ | ------------ | ---------------- |
| 1               | Minnie Blanche | On the Floor (Jennifer Lopez ft. Pitbull)    |                   |                     |                   | 1            |              | Giampaolo Gambi  |
| 2               | Ayumi Flambé   | Fotoromanza (Gianna Nannini)                 |                   |                     |                   | 2            |              | N.D.             |
| Seconda manche  |                |                                              |                   |                     |                   |              |              |                  |
| 3               | Saetta McDawn  | Chimica (Ditonellapiaga e Donatella Rettore) |                   |                     |                   | 1            |              | Francesco Oppini |
| 4               | Meusa Du Champ | Montagne verdi (Marcella Bella)              |                   |                     |                   | 2            |              | N.D.             |

#### Prova finale
- Esibizione di riferimento: Elecktra Bionic sulle note di SloMo.

| Ordine d'uscita | Nome d'arte    | Preferenza Giuria | Preferenza Giuria   | Preferenza Giuria | Voti Giuria | Responso | Identità    |
| Ordine d'uscita | Nome d'arte    | Elecktra Bionic   | Vanessa Van Cartier | Maruska Starr     | Voti Giuria | Responso | Concorrente |
| --------------- | -------------- | ----------------- | ------------------- | ----------------- | ----------- | -------- | ----------- |
| 1               | Meusa Du Champ |                   |                     | –                 | 0           |          | N.D.        |
| 2               | Ayumi Flambé   |                   |                     | –                 | 2           |          | N.D.        |

### Quarta puntata
- Data: 20 luglio 2023

| Nº | Nome d'arte   | Concorrente           | Attività      | Prova   | Prova    | Prova    | Prova        |
| Nº | Nome d'arte   | Concorrente           | Attività      | Catwalk | Lip Sync | Lip Sync | Sfida finale |
| -- | ------------- | --------------------- | ------------- | ------- | -------- | -------- | ------------ |
| 1  | Energy Crisis | Non rivelato          | Non rivelato  |         | N.D.     |          |              |
| 2  | Ava Kedavra   | Guglielmo Scilla      | Youtuber      |         |          | N.D.     |              |
| 3  | Ketty Manga   | Francesco Facchinetti | Conduttore TV |         | N.D.     |          |              |
| 4  | Gatta Chikova | Luca Capuano          | Attore        |         |          |          |              |
| 5  | Maddy Love    | Stefania Orlando      | Showgirl      |         |          |          |              |

#### Prima prova (Catwalk)
| Ordine d'uscita | Nome d'arte   | Brano (cantante originale)                                   | Responso | Identità         |
| Ordine d'uscita | Nome d'arte   | Brano (cantante originale)                                   | Responso | Concorrente      |
| --------------- | ------------- | ------------------------------------------------------------ | -------- | ---------------- |
| 1               | Ava Kedavra   | Dark Horse (Katy Perry ft. Juicy J)                          |          | N.D.             |
| 2               | Energy Crisis | Finimondo (Myss Keta)                                        |          | N.D.             |
| 3               | Gatta Chikova | I Wanna Dance with Somebody (Who Loves Me) (Whitney Houston) |          | N.D.             |
| 4               | Maddy Love    | Mezzanotte (Ana Mena)                                        |          | Stefania Orlando |
| 5               | Ketty Manga   | Tik Tok (Kesha)                                              |          | N.D.             |

#### Seconda prova (Lip Sync)
| Ordine d'uscita | Nome d'arte   | Brano (cantante originale)               | Preferenza Giuria | Preferenza Giuria   | Preferenza Giuria | Voti Giuria  | Responso     | Identità              |
| Ordine d'uscita | Nome d'arte   | Brano (cantante originale)               | Elecktra Bionic   | Vanessa Van Cartier | Maruska Starr     | Voti Giuria  | Responso     | Concorrente           |
| Prima manche    | Prima manche  | Prima manche                             | Prima manche      | Prima manche        | Prima manche      | Prima manche | Prima manche | Prima manche          |
| --------------- | ------------- | ---------------------------------------- | ----------------- | ------------------- | ----------------- | ------------ | ------------ | --------------------- |
| 1               | Ava Kedavra   | Crilù (Heather Parisi)                   |                   |                     | –                 | 2            |              | N.D.                  |
| 2               | Gatta Chikova | Gimme More (Britney Spears)              |                   |                     | –                 | 0            |              | Luca Capuano          |
| Seconda manche  |               |                                          |                   |                     |                   |              |              |                       |
| 3               | Ketty Manga   | Non ti scordar mai di me (Giusy Ferreri) |                   |                     |                   | 1            |              | Francesco Facchinetti |
| 4               | Energy Crisis | Un'emozione da poco (Anna Oxa)           |                   |                     |                   | 2            |              | N.D.                  |

#### Prova finale
- Esibizione di riferimento: Elecktra Bionic, Vanessa Van Cartier e Maruska Starr sulle note di Lady Marmalade.

| Ordine d'uscita | Nome d'arte   | Preferenza Giuria | Preferenza Giuria   | Preferenza Giuria | Voti Giuria | Responso | Identità         |
| Ordine d'uscita | Nome d'arte   | Elecktra Bionic   | Vanessa Van Cartier | Maruska Starr     | Voti Giuria | Responso | Concorrente      |
| --------------- | ------------- | ----------------- | ------------------- | ----------------- | ----------- | -------- | ---------------- |
| 1               | Ava Kedavra   |                   |                     |                   | 1           |          | Guglielmo Scilla |
| 2               | Energy Crisis |                   |                     |                   | 2           |          | N.D.             |

### Quinta puntata -Finale
- Data: 27 luglio 2023
- Ospite: Amanda Lear[2]

| Ordine d'uscita | Nome d'arte    | Concorrente       | Attività    | Prova   | Prova    | Prova    | Prova        |
| Ordine d'uscita | Nome d'arte    | Concorrente       | Attività    | Catwalk | Lip Sync | Lip Sync | Sfida finale |
| --------------- | -------------- | ----------------- | ----------- | ------- | -------- | -------- | ------------ |
| 1               | The Nancies    | Gigi e Ross       | Comici      |         |          | N.D.     |              |
| 2               | She Funk       | Andreas Müller    | Ballerino   |         | N.D.     |          |              |
| 3               | Meusa Du Champ | Andrea Lo Cicero  | Ex rugbista |         | N.D.     |          |              |
| 4               | Energy Crisis  | Enzo Paolo Turchi | Ballerino   |         |          |          |              |
| 5               | Ayumi Flambé   | Simone Montedoro  | Attore      |         |          |          |              |

#### Prima prova (Catwalk)
| Ordine d'uscita | Nome d'arte    | Brano (cantante originale)                   | Responso | Identità         |
| Ordine d'uscita | Nome d'arte    | Brano (cantante originale)                   | Responso | Concorrente      |
| --------------- | -------------- | -------------------------------------------- | -------- | ---------------- |
| 1               | She Funk       | Toxic (Britney Spears)                       |          | N.D.             |
| 2               | The Nancies    | Splendido splendente (Donatella Rettore)     |          | N.D.             |
| 4               | Ayumi Flambé   | Run the World (Girls) (Beyoncé)              |          | Simone Montedoro |
| 3               | Meusa Du Champ | Contessa (Paolo Pietrangeli)                 |          | N.D.             |
| 4               | Energy Crisis  | Mille (Fedez, Achille Lauro e Orietta Berti) |          | N.D.             |

#### Seconda prova (Lip Sync)
| Ordine d'uscita | Nome d'arte                        | Brano (cantante originale)                 | Preferenza Giuria | Preferenza Giuria   | Preferenza Giuria | Voti Giuria  | Responso     | Identità          |
| Ordine d'uscita | Nome d'arte                        | Brano (cantante originale)                 | Elecktra Bionic   | Vanessa Van Cartier | Maruska Starr     | Voti Giuria  | Responso     | Concorrente       |
| Prima manche    | Prima manche                       | Prima manche                               | Prima manche      | Prima manche        | Prima manche      | Prima manche | Prima manche | Prima manche      |
| --------------- | ---------------------------------- | ------------------------------------------ | ----------------- | ------------------- | ----------------- | ------------ | ------------ | ----------------- |
| 1               | Energy Crisis con Sabrina Salerno  | Siamo donne (Sabrina Salerno e Jo Squillo) |                   |                     |                   | 1            |              | Enzo Paolo Turchi |
| 2               | The Nancies con Amanda Lear        | Fashion Pack (Amanda Lear)                 |                   |                     |                   | 2            |              | N.D.              |
| Seconda manche  |                                    |                                            |                   |                     |                   |              |              |                   |
| 3               | Meusa Du Champ con Filippo Magnini | Parole parole (Mina e Alberto Lupo)        |                   |                     | –                 | 0            |              | Andrea Lo Cicero  |
| 4               | She Funk con Cristina D'Avena      | Jem (Cristina D'Avena ft. Emma)            |                   |                     | –                 | 2            |              | N.D.              |
| Fuori gara      |                                    |                                            |                   |                     |                   |              |              |                   |
| 5               | Ayumi Flambé con Sabrina Salerno   | Call Me (Samantha Fox e Sabrina Salerno)   |                   |                     |                   |              |              |                   |

#### Prova finale
| Ordine d'uscita | Nome d'arte | Cavallo di battaglia Brano (cantante originale)                    | Preferenza Giuria | Preferenza Giuria   | Preferenza Giuria | Voti Giuria | Responso | Identità       |
| Ordine d'uscita | Nome d'arte | Cavallo di battaglia Brano (cantante originale)                    | Elecktra Bionic   | Vanessa Van Cartier | Maruska Starr     | Voti Giuria | Responso | Concorrente    |
| --------------- | ----------- | ------------------------------------------------------------------ | ----------------- | ------------------- | ----------------- | ----------- | -------- | -------------- |
| 1               | The Nancies | No More Tears (Enough Is Enough) (Barbra Streisand e Donna Summer) |                   |                     |                   | 1           |          | Gigi e Ross    |
| 2               | She Funk    | Bagno a mezzanotte (Elodie)                                        |                   |                     |                   | 0           |          | Andreas Müller |

## Ascolti
| Puntata | Messa in onda  | Telespettatori | Share |
| ------- | -------------- | -------------- | ----- |
| 1       | 29 giugno 2023 | 987 000        | 6,56% |
| 2       | 6 luglio 2023  | 1 054 000      | 7,52% |
| 3       | 13 luglio 2023 | 944 000        | 7,16% |
| 4       | 20 luglio 2023 | 845 000        | 6,61% |
| Finale  | 27 luglio 2023 | 804 000        | 6,69% |
| Media   | Media          | 927 000        | 6,91% |